# Eumyias
Eumyias is een geslacht van zangvogels uit de familie vliegenvangers (Muscicapidae).

## Soorten
Het geslacht kent de volgende soorten:
- Eumyias additus  – Burujunglevliegenvanger
- Eumyias albicaudatus  – Nilgirivliegenvanger
- Eumyias hoevelli  – Van Hoëvells niltava
- Eumyias hyacinthinus  – Hyacintniltava
- Eumyias indigo  – Indigovliegenvanger
- Eumyias oscillans  – Floresjunglevliegenvanger
- Eumyias panayensis  – Panayvliegenvanger
- Eumyias sanfordi  – Sanfords niltava
- Eumyias sordidus  – Ceylonvliegenvanger
- Eumyias stresemanni  – Soembajunglevliegenvanger
- Eumyias thalassinus  – Azuurvliegenvanger